# ヒエロニムス (小惑星)
ヒエロニムス (24999 Hieronymus) は小惑星帯に位置する小惑星である。チェコの天文学者ペトル・プラヴェツ (Petr Pravec) がオンドジェヨフ天文台で発見した。
ルネサンス期のネーデルラント（フランドル）の画家、ヒエロニムス・ボスから命名された。